# ۱۰۰۱ (میلادی)
۱۰۰۱ (میلادی) هزار و یکمین سال تقویم میلادی است.

## زادگان
- نیکه‌فوروس سوم، امپراتور بیزانس (تاریخ احتمالی)

## درگذشتگان
‎